# Ácido 5-hidroxindolacético
El ácido 5-hidroxindolacético (5-HIAA) es el metabolito principal de la serotonina en el cuerpo humano. Su cuantificación en orina indica los niveles corporales de serotonina.

## Relevancia clínica
Debido a que 5-HIAA es un metabolito de la serotonina, su análisis sirve para la diagnosis de tumores carcinoides de células enterocromafines del intestino delgado, caracterizadas por una elevada síntesis de serotonina. Valores mayores de 25 mg en 24 horas es un claro indicativo de tumores carcinoides.
Niveles bajos de 5-HIAA en el líquido cefalorraquídeo se asocia con conducta agresiva y tendencias suicidas con violencia, estando correlacionado con niveles bajos de serotonina cerebral.[cita requerida]
Niveles elevados de ácido homovainíllico y/o ácido vainillilmandélico pueden indicar un desequilibrio neuroquímico debido a niveles elevados de serotonina. Este hecho puede desencadenar un tipo de depresión que puede empeorar con una medicación con algún inhibidor de la recaptación de serotonina. La serotonina compite con las catecolaminas, especialmente con la dopamina, durante la recaptura en el cerebro, por lo tanto, el desequilibrio entre serotonina y dopamina puede interferir con la función neuronal. Las razones que provocan una elevada serotonina y una baja dopamina varían, pero pueden ser debidas a un alto contenido de triptófano dietario (precursor de la serotonina) y el bajo de tirosina (precursor de la dopamina). La determinación de estos aminoácidos y de sus metabolitos pueden dirigir el tratamiento mediante modificaciones dietaria como la suplementación con tirosina que pueden mejorar los síntomas de la depresión.
La serotonina plasmática elevada (hiperserotoninemia) es uno de los síntomas más comunes del autismo y el 5-HIAA puede estar elevado en pacientes con trastornos autisticos. La actividad alterada de las células enterocromafines (células de Kulchitsky) y desórdenes gastrointestinales producidos por parásitos amébicos o fúngicos también se ha relacionado con este fenómeno.
El ácido 5 hidroxindolacético además tiene otros los límites normales de 2-8 micro gramos sobre 24 horas considerando esto como niveles normales, si se llegan a elevar una de las causas es el tumor carcinoma también puede ser por ingerir alimentos como ciruelas, aguacates, glicerol, guayaco lato, paracetamol, salicílicos, fenociatiacinas, imipramina, metocarbamol, reserpina y metanfetamina de una forma excesiva.

## Limitaciones
Los niveles de 5-HIAA pueden ser normales en tumores carcinoides no metastáticos y pueden ser normales incluso con el síndrome carcinoide, particularmente en sujetos sin diarrea, debido a que algunos pacientes con el síndrome carcinoide secretan ácidos indólicos no hidroxilados.
1. Carcinoides del intestino medio son más propensos a desarrollar el síndrome carcinoide con elevación de 5-HIAA. Pacientes con enfermedades renales pueden tener niveles bajos de 5-HIAA en orina.
2. Los niveles de 5-HIAA se incrementan en pacientes con malabsorción no tratada, los cuales tiene aumentados los metabolitos del triptófano en orina. Estos pacientes incluyen a los celiacos, “tropical sprue”, enfermedad de Whipple, “stasis syndrome”, fibrosis cística y obstrucción intestinal crónica.
3. Hay una correlación baja entre los niveles de 5-HIAA y la severidad clínica del síndrome carcinoide. Tres estudios recientes confirman su uso como factor de prognosis para esta enfermedad.

La producción y metabolismo de serotonina, y por tanto del 5-HIAA, depende del origen tisular del tumor. Tumores de células del intestino medio, como carcinoide ilíaco, usualmente contienen y liberar grandes cantidades de serotonina. Estas cantidades pueden no reflejarse enteramente en los niveles de 5-HIAA en orina, porque la serotonina se metaboliza poco. Tumores derivados de células del digestivo anterior (carcinoides bronquial, pancreático, duodenal, o biliar) producen grandes cantidades de serotonina, que pueden ser oxidadas a 5-HIAA por el propio tumor. Con estos tumores, la excreción urinaria de 5-HIAA es frecuentemente más elevada que lo esperado. Los tumores derivados de células del intestino posterior (carcinoide rectal) raramente producen un exceso de 5-HIAA. De pacientes con tumores carcinoides el 75% tienen excreción urinaria de 5-HIAA por encima de lo normal y el 64% tienen valores elevados de serotonina.[cita requerida]